# Del Sol-Loma Linda (Teksas)
Del Sol-Loma Linda je naseljeno mjesto za statističke potrebe u američkoj saveznoj državi Teksas. Prema popisu stanovništva iz 2010. u njemu je živjelo. stanovnika.